# Mount Perseverance
Mount Perseverance är ett berg i Antarktis. Det ligger i Östantarktis. Nya Zeeland gör anspråk på området. Toppen på Mount Perseverance är 637 meter över havet.
Terrängen runt Mount Perseverance är kuperad västerut, men österut är den bergig. Trakten är obefolkad. Det finns inga samhällen i närheten.